# يوهان توبياس بيك
يوهان توبياس بيك (بالألمانية: Johann Tobias Beck) هو قسيس ألماني، ولد في 1804 في بالينغن في ألمانيا، وتوفي في 1878 في توبينغن في ألمانيا.